# Nastro d'argento al millor documental
El Nastro d'argento (Cinta de plata) és un premi cinematogràfic concedit anyalment, des de 1946, pel Sindicat Nacional de Periodistes Cinematogràfics Italians (Sindacato Nazionale dei Giornalisti Cinematografici Italiani) l'associació italiana de crítics de cinema. Aquesta és la llista dels Nastro d'argento al millor documental, que es va concedir del 1946 al 1951 i que no es va concedir entre el 1955 i el 2006.

## Guanyadors
| Any       | Director                                            | Títol                            |
| --------- | --------------------------------------------------- | -------------------------------- |
| 1946      | Giovanni Paolucci                                   | La valle di Cassino              |
| 1947      | Luigi Comencini                                     | Bambini in città                 |
| 1948      | Francesco Pasinetti                                 | Piazza San Marco                 |
| 1949      | Luciano Emmer                                       | Isole della laguna               |
| 1950      | Michelangelo Antonioni                              | L'amorosa menzogna               |
| 1951–1953 | No es va concedir                                   |                                  |
| 1954      | Gian Gaspare Napolitano                             | Magia verde                      |
| 1955–2006 | No es va concedir                                   |                                  |
| 2007      | Agostino Ferrente                                   | L'orchestra di piazza Vittorio   |
| 2008      | Esmeralda Calabria Andrea D’Ambrosio Peppe Ruggiero | Biùtiful cauntri                 |
| 2009      | Gustav Hofer Luca Ragazzi                           | Improvvisamente l’inverno scorso |
| 2010      | Pietro Marcello                                     | La bocca del lupo                |
| 2011      | Gabriele Salvatores                                 | 1960                             |
| 2012      | Stefano Savona                                      | Tahrir                           |
| 2013      | Costanza Quatriglio                                 | Terramatta                       |
| 2014      | Silvio Soldini i Giorgio Garini                     | Per altri occhi                  |
| 2015      | Costanza Quatriglio                                 | Triangle                         |
| 2016      | Pietro Marcello                                     | Bella e perduta                  |
| 2017      | Carmine Amoroso                                     | Porno e Libertà                  |

## Nastro d'argento al millor documental sobre cinema
Entre el 2010 i el 2013 es va concedir un "Nastro" especial al millor documental sobre cinema. Els guanyadors han estat:
- 2010: Daniele Anzellotti i Francesco Del Grosso - Negli occhi
- 2011: Gianfranco Giagni - Dante Ferretti: scenografo italiano
- 2012: Mimmo Verdesca - In arte Lilia Silvi
- 2013: Luciano Barcaroli i Gerardo Panichi - Giuseppe Tornatore, ogni film un'opera prima